# Nicola Panciera di Zoppola
Niccolò Panciera di Zoppola (San Vito al Tagliamento, 6 dicembre 1827 – Zoppola, 30 novembre 1907) è stato un politico italiano, sindaco facente funzione di Brescia tra il 1860 e il 1861.

## Biografia
Figlio di Camillo Luigi Panciera di Zoppola e della contessa Teresa di Colloredo, emigrò a Brescia nel 1859. Secondo quanto tramandato dalla famiglia e riportato da Fappani, ricevette la croce di cavaliere dell'Ordine dei Santi Maurizio e Lazzaro per aver consegnato all'esercito piemontese documenti importanti sulla posizione delle truppe austriache nel Lombardo-Veneto.
Alle elezioni generali comunali di Brescia del 22 gennaio 1860 venne eletto al consiglio cittadino e vi rimase fino al 1864. In marzo, entrò nella giunta retta dal sindaco Tartarino Caprioli in sostituzione di Diogene Valotti che aveva rifiutato la carica di assessore. Alle politiche del 25 marzo, Caprioli fu eletto deputato e si dimise dalla carica di sindaco: Zoppola lo sostituì, in qualità di assessore anziano, assumendo la carica di sindaco facente funzione. Sotto la sua conduzione, il 10 aprile 1860, la giunta assegnò la cittadinanza onoraria a Giuseppe Garibaldi.
Nel dicembre 1860 fu rieletto assessore ed operò come sindaco facente funzione fino al marzo 1861, quando gli subentrò Valotti che era stato nominato sindaco da Vittorio Emanuele II.
Fu anche membro del consiglio provinciale in rappresentanza del mandamento di Verolanuova, dal 1860 al 1867. Per circa un anno, dal 10 settembre 1860 al 2 settembre 1861, fece parte della Deputazione. Come consigliere provinciale fece approvare l'istituzione di un fondo di riserva per un'eventuale guerra contro l'Austria. 
Alle politiche del 1874 fu il candidato della destra nel collegio di Verolanuova, dove venne sconfitto al turno di ballottaggio da Carlo Gorio.
Morì nel castello dei Conti Panciera, a Zoppola, il 30 novembre 1907.